# Aproteles bulmerae
Genre
Espèce
Statut de conservation UICN

 CR B2ab(v); C2a(ii) : 
En danger critique
Aproteles bulmerae ou Roussette de Nouvelle-Guinée est une espèce de chauve-souris, du genre monotypique Aproteles, endémique de la Papouasie-Nouvelle-Guinée.
Aproteles bulmerae se rencontre entre 1 400 et 2 400 mètres d'altitude dans la grotte de Luplupwintem dans l'ouest du pays ainsi que dans la région des monts Star et dans la grotte de Huavegemu à proximité de la localité de Herowana.
Aproteles bulmerae et le genre monotypique Aproteles ont été étudiés et décrits pour la première fois par le mammalogiste anglo-néo-guinéen James I. Menzies en 1977. L'unique colonie recensée comporte environ 160 individus bien que son aire de répartition puisse être plus vaste mais inconnue en l'absence de recherches poussées. Menacée par la chasse et la destruction de son habitat, l'espèce est considérée comme « en danger critique d'extinction » (CR) par l'Union internationale pour la conservation de la nature qui l'a classée dans sa liste des 100 espèces les plus menacées en 2012.

## Taxonomie
Le nom d'espèce, bulmerae, fait référence à l'archéologue Susan Bulmer qui est la première à mettre au jour un fossile de cette espèce.

## Classification
Les chauve-souris sont divisées en deux sous-ordres, le Microchiroptères et les Mégachiroptères. Ce dernier sous-ordre est monotypique et comprend la famille des Pteropodidae, comprenant elle-même 186 espèces réparties dans 42 genres dont les fossiles datent de l'Oligocène (46 millions d'années). De récentes études ont montré que le genre Aproteles possède un certain rapport, quoique lointain, avec le genre Dobsonia.

## Description
D'un poids d'environ 600 grammes, les adultes mesurent en moyenne 240 millimètres et possèdent une queue mesurant une trentaine de millimètres. D'une couleur noir à brun foncé, cette chauve-souris possède une envergure atteignant un mètre. Une des caractéristiques de cette espèce et la présence d'un dos nu en raison du repli de la membrane des ailes au milieu du dos.

## Distribution et habitat

### Distribution

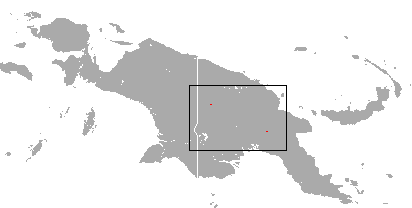
Répartition d'Aproteles bulmerae sur l'île de Nouvelle-Guinée.

Aproteles bulmerae est endémique d'île de Nouvelle-Guinée, plus précisément dans l'ouest de la Papouasie-Nouvelle-Guinée. Décrite pour la première fois sur la base de fossiles âgés de 12 000 ans découverts à Simbu, l'espèce a été observée en 1975 grâce aux spécimens vivants découverts dans la grotte de Luplupwintem, près du mur de Hindenburg, dans la Province ouest en Papouasie-Nouvelle-Guinée. Des observations plus tardives semblent démonter que l'espèce a disparu de la grotte après vérification des lieux de nidification. Toutefois, en 1992, Flannery et Seri, ont dénombré 137 individus sortant de la grotte, et en 1996, 160 spécimens. Dans les années 1980 et 1990, des individus ont été repérés dans les monts Star, mais plus vus depuis, et des spécimens morts ont été récupérés dans la grotte de Huavegemu, à proximité du village de Herowana dans les Hautes-Terres orientales en 1995.

### Habitat
L'habitat type de l'espèce est un perchoir dans une grotte des forêts tropicales de Nouvelle-Guinée creusées dans les montagnes calcaires entre 1 400 et 2 400 mètres d'altitude.

## Écologie
Les mœurs de l'espèce sont en grande partie méconnues en l'absence d'étude poussée. L'espèce serait nocturne et se baserait davantage sur la vision plutôt que l'écholocalisation pour voler. Elle serait par ailleurs frugivore, se nourrissant de fruits d'espèces du genre Ficus. Une femelle adulte a pu être observée en 1992, alors qu'elle un seul petit juvénile.

## Aproteles bulmeraeet l'Homme

### Menaces
Aproteles bulmerae est considérée comme en « danger critique d'extinction » par l'Union internationale pour la conservation de la nature (UICN) après qu'elle l'a classé « en danger » dès 1994. Elle est par ailleurs considérée comme l'une des cent espèces les plus menacées dans le rapport Worthless or Priceless présenté le 11 septembre 2012 par la Commission de sauvegarde des espèces (CSE) de l'UICN et la Société zoologique de Londres (ZSL) au cours du congrès mondial de la nature de l’UICN en Corée.
L'espèce est menacée d'extinction en raison de la chasse exercée par la population locale pour se nourrir, notamment à la fin des années 1970 quand des groupes de chasseurs a tué un grand nombre d'individus à l'aide de fusils de chasse à l'intérieur de la grotte, par la déstabilisation des perchoirs, due en partie au chevauchement de son aire de répartition avec celle des Hommes et par les incendies, notamment juste avant 2001 quand un feu de brousse a atteint le nord de l'aire de répartition.

### Protection
La grotte de Luplupwintem ne bénéficie actuellement d'aucune protection et la mise en place d'un programme de conservation constitue une nécessité, notamment par la résurgence de tabous locaux concernant la consommation de sa viande dans la zone de Herowana. Un programme de sensibilisation des populations locales et l'interdiction de la chasse pourrait permettre une reconstitution des populations de l'espèce, tout comme la création de zones d'habitats convenables dont l'étude est en cours, dans la province indonésienne de Papouasie à la frontière avec la Papouasie-Nouvelle-Guinée et à l'est de Lupluwintem. L'élevage en captivité et une future réintroduction en milieu naturel peuvent être également envisagés.